# 8029 Miltthompson
A 8029 Miltthompson (ideiglenes jelöléssel (8029) 1991 RR30) a Naprendszer kisbolygóövében található aszteroida. Henry Holt fedezte fel 1991. szeptember 15-én. Nevét Milton Orville Thompson pilótáról kapta.